# Maquela flygplats
Maquela flygplats är en flygplats i Angola.   Den ligger i provinsen Uíge, i den nordvästra delen av landet, 400 kilometer nordost om huvudstaden Luanda. Maquela flygplats ligger 927 meter över havet.
Terrängen runt Maquela flygplats är huvudsakligen platt. Maquela flygplats ligger uppe på en höjd. Runt Maquela flygplats är det glesbefolkat, med 19 invånare per kvadratkilometer..
I omgivningarna runt Maquela flygplats växer huvudsakligen savannskog.